# Milorad Pavić
Milorad Pavić (também referenciado como Milorad Pávitch) (Sérvio: Милорад Павић) (15 de outubro de 1929 - 30 de novembro de 2009) foi um poeta sérvio, romancista, tradutor, e estudioso de História da literatura e membro da Academia Sérvia de Ciências e Arte, e professor da Faculdade de Filosofia da cidade de Novi Sad (Sérvia) e Universidade de Belgrado.
Entre as suas obras conta-se O Dicionário Khazar: Um Romance Lexical (com duas versões, uma masculina e outra feminina, traduzido para português) e obras cujos títulos poderiam ser traduzidos como Paisagem pintada com chá, O lado interior do vento, O último amor em Constantinopla e Item único entre vários contos.

## Livros em português
- O Dicionário Khazar (Hazarski rečnik), Sao Paulo, Marco Zero, 1989; Lisboa, Dom Quixote, 1990.
- Paisagem pintada com chá (Predeo slikan čajem), Sao Paulo, Companhia Das Letras, 1990.